# Jun Ando
Jun Ando (安藤 淳, Ando Jun) est un footballeur japonais né le 8 octobre 1984. Il évolue au poste de milieu de terrain.

## Palmarès
- Finaliste de la Coupe du Japon en 2011 avec le Kyoto Sanga